# Bostra turgida
Bostra turgida är en insektsart som först beskrevs av John Obadiah Westwood 1859.  Bostra turgida ingår i släktet Bostra och familjen Diapheromeridae. Inga underarter finns listade.